# OKRA, trefpunt 55+
OKRA, trefpunt 55+ (OKRA staat voor Open, Kristelijk, Respectvol en Actief) of kortweg OKRA is een christelijke seniorenvereniging binnen het Algemeen Christelijk Werknemersverbond (ACW) in Vlaanderen. De organisatie was tot voor kort bekend als de Kristelijke Beweging voor Gepensioneerden (KBG), maar veranderde in 2006, naar aanleiding van haar vijftigste verjaardag, haar naam in OKRA. Ze telde in 2009 218.000 leden in Vlaanderen. De Franstalige tegenhanger is de Union Chrétienne des Pensionnés (UCP).

## Geschiedenis
Kort na de Tweede Wereldoorlog bestonden in België weinig voorzieningen voor gepensioneerden. Met name de pensioenwetgeving vertoonde grote hiaten. De sociale bescherming van senioren en gepensioneerden liet danig te wensen over en ook op het vlak van vrijetijdsbesteding hadden ouderen weinig mogelijkheden.
Vanuit de christelijke arbeidersbeweging groeide stilaan het besef dat het middenveld ook voor deze steeds groeiende bevolkingsgroep, een sociaal-culturele werking moest uitbouwen. De KBG ontstond en groeide aanvankelijk binnen de schoot van de Christelijke Mutualiteit (CM). Met name in Gent werd de eerste seniorenwerking uitgebouwd in 1945. Die zou sociale actie voeren en druk uitoefenen bij politici om de pensioenrechten en sociale bescherming van ouderen in wetgeving te gieten. De basis voor de Katholieke Bond van Gepensioneerden was gelegd.
Al snel ontstonden ook in andere steden en gemeenten lokale groepen en kende de KBG een explosieve groei in Vlaanderen. Daarbij kon de beweging van bij het begin rekenen op de inzet van honderden en later duizenden vrijwilligers. In 1956 werden de lokale groepen dan verenigd in de Kristelijke Beweging van Gepensioneerden, kortweg KBG.
Deze vereniging steunde haar werking sedertdien op twee pijlers: enerzijds de belangenbehartiging van de gepensioneerden met grote nadruk op een verbeterd wettelijk pensioenstelsel en anderzijds de sociaal-culturele werking.

### Belangenbehartiging
In de eerste jaren werd vooral geijverd voor een betere pensioenwetgeving, met name voor betere en welvaartsvaste pensioenen. Die eis is de KBG blijven naar voren schuiven, tot op de dag van vandaag. De betogingen in de jaren zeventig bewogen de toenmalige ministers van Pensioenen tot ingrijpende hervormingen.
Het pensioenstelsel is sinds de jaren 50 aanzienlijk beter uitgebouwd, maar een automatische aanpassing aan de welvaart van de pensioenen is er nog steeds niet. Dat blijft een actueel strijdpunt van OKRA. Inmiddels zijn wel de eerste stappen in die richting gezet. In het Generatiepact, een sociaal pact tussen sociale partners en regering om de toenemende vergrijzing op te vangen, werd overeengekomen om alle sociale uitkeringen (dus niet alleen de pensioenen, maar onder meer ook werkloosheidsuitkeringen en leeflonen) welvaartsvast te maken vanaf 2008. Daar werd voor het eerst ook geld voor uitgetrokken. Die welvaartsvastheid houdt in dat de pensioenen niet alleen mee stijgen met de inflatie, maar ook de loonevolutie (lonen stijgen doorgaans sneller dan de inflatie) volgen.
Mettertijd kwamen naast de pensioenen ook andere eisen op de voorgrond. De vergrijzing houdt in dat steeds meer bejaarden langer leven en ook langer hulpbehoevend zijn. Die toenemende medische zorgen brengen ook een zware financiële last met zich mee. Daarom ijverde de KBG sinds de jaren 90 voor de invoering van een zorgverzekering. In 1993 bracht de beweging daarvoor nog 15.000 mensen op de been op een betoging. De zorgverzekering kwam er uiteindelijk ook in 2000 onder de groene Vlaamse minister van Welzijn Mieke Vogels. Daardoor krijgen hulpbehoevende ouderen een tussenkomst in kosten voor thuiszorg of voor een rusthuis. Elke Vlaming ouder dan 25 draagt hieraan verplicht bij.

### Sociaal-cultureel werk
Vanaf zijn ontstaan bouwde de KBG een belangrijke sociaal-culturele pijler uit met een aanbod aan vrijetijdsactiviteiten voor senioren. Dat aanbod is in 50 jaar tijd sterk geëvolueerd. Van de traditionele kaartavonden, koffietafels en crea-activiteiten verruimden de activiteiten in de jaren zeventig en 80 naar vakanties, excursies en cursussen. In de jaren 90 kenden vooral de taalcursussen een grote groei. Vandaag de dag ligt de nadruk onder meer op computercursussen en sport, naast het traditionele vrijetijds- en vormingsaanbod.

### Nieuwe naam
In 2006 vierde de KBG zijn 50-jarige bestaan. De beweging werd toen omgedoopt tot OKRA (trefpunt 55+). De naamsverandering ging gepaard met een nieuw imago en een inhoudelijke koerswijziging. Het letterwoord OKRA staat voor Open, Kristelijk, Respectvol en Actief. Daarmee wil OKRA ook de groeiende groep jongere senioren aanspreken, die tot nu toe minder vlot de weg naar de beweging vonden. Die 'jonge senioren' zijn, sinds de uitbreiding van het brugpensioen in de 1980, steeds talrijker geworden.
De 55-plusser staat vandaag veel actiever in het leven dan vroeger. Hij doet aan sport, reist en heeft oog voor een gezonde levensstijl. Bovendien is hij veel beter opgeleid dan de bejaarde van 50 jaar geleden.
Ondertussen is OKRA ook een autonome organisatie geworden, weliswaar nog altijd onder de vleugels van de CM. De beweging blijft zich propageren als christelijk (in de naam met k gespeld om historische redenen), maar stelt zich wel expliciet open voor leden met een andere levensbeschouwing.
OKRA telde anno 2009 218.000 leden. Die ontmoeten elkaar in 1.215 lokale afdelingen, verdeeld over 18 regio's. Daarmee is ze de grootste seniorenbeweging van Vlaanderen. De beweging wordt momenteel geleid door voorzitter Mieke Van Nuland en algemeen directeur Sonja Vertriest.

## Structuur
OKRA staat onder leiding van algemeen directeur Sonja Vertriest en voorzitter Mieke Van Nuland. Tot en met september 2009 was E.H. Aureel Chanterie.

### Voorzitters
| Tijdspanne   | Algemeen directeur |
| ------------ | ------------------ |
| 1956 - 1974  | Jos Vangeel        |
| 1974 - 1984  | Luc Vos            |
| 1984 - 2007  | Jules Geeroms      |
| 2007 - 2016  | Jan Vandecasteele  |
| 2016 - 2024  | Marc De Soete      |
| 2024 - heden | Sonja Vertriest    |

| Tijdspanne   | Voorzitter              |
| ------------ | ----------------------- |
| 1956 - 1958  | Hendrik Heyman          |
| 1958 - 1968  | Alfons Verbist          |
| 1968 - 1971  | Sylvain Michiels        |
| 1971 - 1984  | Henri Vanden Branden    |
| 1984 - 1986  | Alfred Bertrand         |
| 1987 - 1989  | Rik Kuylen              |
| 1989 - 1996  | Robert Van Depoele      |
| ...          |                         |
| 2000 - 2008  | Hugo Verhenne           |
| 2008 - 2009  | Odiel Muys (waarnemend) |
| 2009 - 2012  | Miet Smet               |
| 2012 - 2021  | Mieke Peeters           |
| 2021 - heden | Mieke van Nuland        |

| Tijdspanne  | Proost                    |
| ----------- | ------------------------- |
| 1956 - 1962 | Victor Heylen             |
| 1962 - 1971 | Jacques Van Craenenbroeck |
| 1971 - 1987 | Gaston Bonte              |
| 1988 - ?    | Daniel De Rycke           |
| ? - 2009    | Aureel Chanterie          |

### Europese werking
Inmiddels heeft OKRA samen met vier andere Europese seniorennbewegingen Age Platform Europa opgericht. Dat is een platform van seniorenverenigingen dat als gesprekspartner met de Europese Commissie fungeert. Belangrijk thema daar is de harmonisering van de verschillende pensioenstelsels in de Europese Unie.